# لویس سزار آمادوری
لویس سزار آمادوری (ایتالیایی: Luis César Amadori؛ ۲۸ مهٔ ۱۹۰۲ – ۵ ژوئن ۱۹۷۷) یک کارگردان، و فیلم‌نامه‌نویس اهل ایتالیا بود. وی بین سال‌های ۱۹۳۶ تا ۱۹۶۷ میلادی فعالیت می‌کرد.
از فیلم‌ها یا مجموعه‌های تلویزیونی که وی در آن‌ها نقش داشته است می‌توان به صبح بخیر، کنتس کوچک اشاره نمود.